# اثنتا عشرة امرأة
اثنتا عشرة امرأة هي مجموعة قصصية ليوسف السباعي نشرها عام 1948 وهي من روائع الأدب المصري الرومانسي. ومن أروع ما كتبه يوسف السباعي.

## حبكة
تتضمن المجموعة قصص نساء مختلفات، معظمها كما يقول في إحدي القصص حوادث من الحياة.. أضيف عليها بعض التنميق والتحوير، وأضفي عليها بعض التهويش، ثم أحاول أن أجعل لها خاتمة بها شيء من الغرابة !
 وهكذا تتضح سياسة السباعي المحنك في كتابة تلك المجموعة القصصية التي وصفها الناقد محمد مندور بأنها «أروع روائع يوسف السباعي»
تتضمن عناوين فرعية لكل قصه منها تبدأ بـ «امرأة صابرة، امرأة خاسرة، امرأة نائمة، امرأة محرومة، امرأة ورماد، امرأة وظلال، امرأة غيري، امرأة ضالة، امرأة ثكلي، امرأة شريفة، امرأة غفور، امرأة»..